# 辣芥末醬

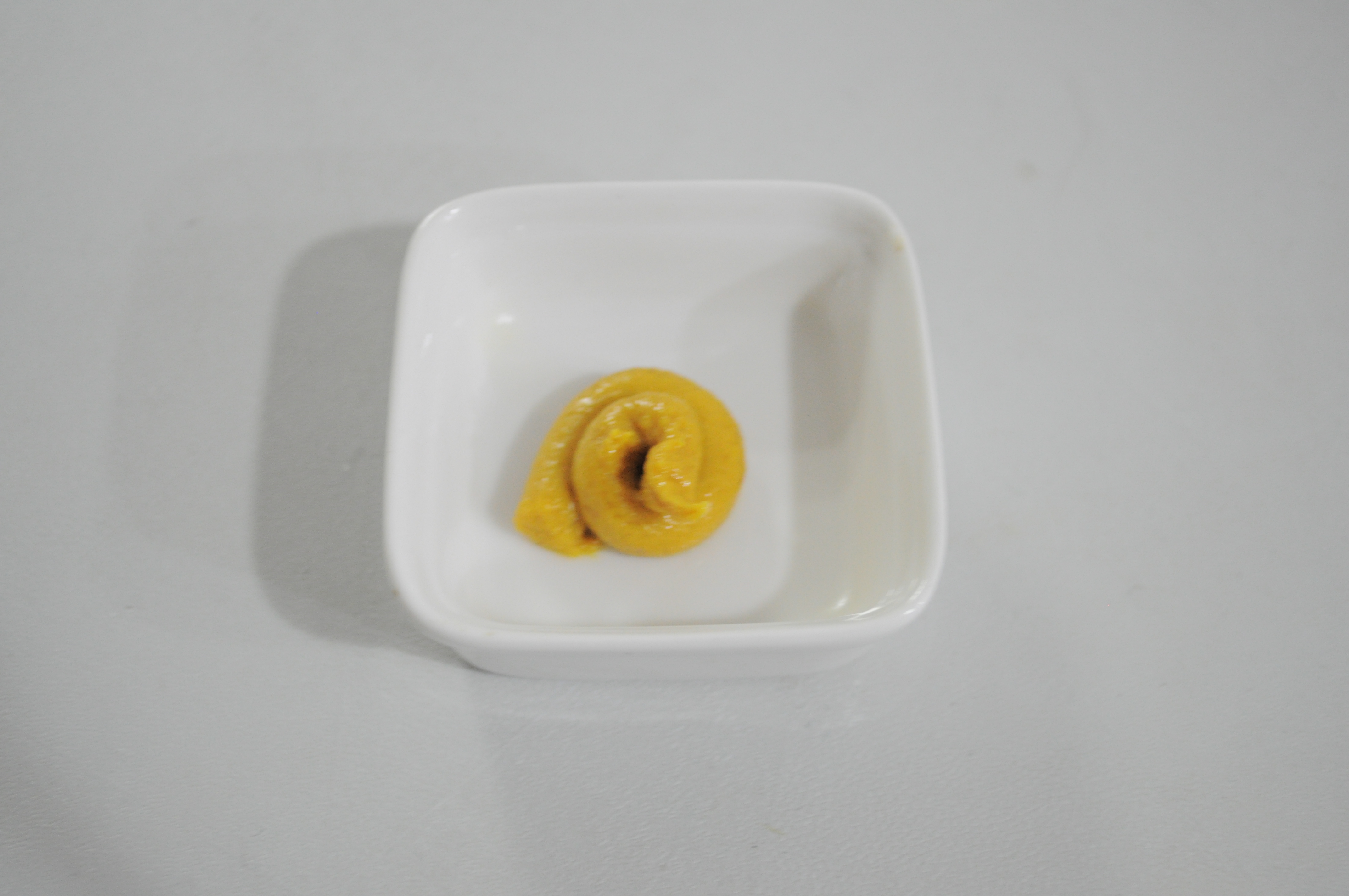
辣芥末醬

辣芥末醬，又稱辣芥末、辣芥醬、辣芥，是芥末醬，用於日本料理、韓國料理、中国菜等。

## 歷史
《禮記》、《儀禮》等中國古籍稱介醬。 《本草綱目》提到“子大如蘇子，而色紫味辛，研末泡過為芥醬，以侑肉食，辛香可愛”，與今天的作法相同。